# Clément Chevrier
Clément Chevrier (Amiens, Somme, 29 de juny de 1992) és un ciclista francès, que fou professional del 2014 al 2020.

## Palmarès
- 2010
  - Vencedor d'una etapa a la Tre Ciclistica Bresciana
- 2011
  - 1r al Tour des Mauges
- 2013
  - Vencedor d'una etapa al Tour del País de Savoia
- 2014
  - 1r al a la San Dimas Stage Race

### Resultats al Giro d'Itàlia
- 2015. 69è de la classificació general
- 2017. 81è de la classificació general

### Resultats a la Volta a Espanya
- 2016. 41è de la classificació general
- 2017. 61è de la classificació general
- 2019. 59è de la classificació general